# Фокон (топ)
Фокон (енгл. Falcon, у буквалном преводу соколник), лако артиљеријско оруђе малог калибра, а дугачке цеви. Појавило се у другој половини 15. века, а нестало из употребе крајем 17. века. Мања и лакша верзија тог оруђа назива се фоконо.

## Карактеристике
Фокони су били рани тип лаке глаткоцевне артиљерије малог калибра (до 4 фунте), али су имали сразмерно врло дугачке цеви. Гађали су, претежно, оловним куглама. Стандардизација свих артиљеријских оруђа, коју је 1572. прописао француски краљ Шарл IX, поделила је сва артиљеријска оруђа у 6 типова: тешке топове од 33 фунте, велике кулеврине од 16 фунти, деми-кулеврине од 7.5 фунти, средње кулеврине од 2.5 фунте, фоконе од 1.5 фунти и фалконете од 3/4 фунте. Маса фоконета износила је око 250 кг.
Калибар и остале техничке карактеристике фокона биле су врло различите. По француској стандардизацији артиљерије у 6 калибара (1572), фокони су били тешки 400 кг, дужине цеви 3 м, тежине гранате 1,5 фунте (око 3/4  кг). У Немачкој крајем 16. века постојали су фокони калибра 5-10 фунти. Шпански војни писац Д. Уфано са краја 16. и почетка 17. века под фоконом подразумева оруђа калибра 3 фунте, дужине цеви 35 калибара, а домета 3.318 корака (око 2.500 м). У Енглеској се у првој половини 17. века помињу фокони калибра 2,5 фунте.

### Фоконо (фалконет)
Артиљеријско оруђе најмањег калибра из истог периода називало се фоконо (енгл. Falconet). Најпре се јавило у Италији (1536), као оружје лаке коњице, а убрзо затим (1547) и у Русији. И фоконои су били различитог калибра и конструкције. Италијан Н. Тарфаља је 1546. описивао фоконо као оруђе тежине 400 фунти, калибра 3 фунте и дужине цеви 5 стопа (152 цм). У Француској је 1572. фоконо - понекад називан и продужена бомбарда (фр. bombarde alongee) био дуг 1-1,5 м, а тежак 100-200 кг, па га је послуга носила и гађала из руке. Уфано истиче да фоконои дејствују гвозденим ђуладима тешким 1,5 и оловним тешким 2 фунте на даљинама од 1.752 корака (око 1.300 м). У енглеској артиљерији калибар фоконоа био је две фунте. Фокона и фоконоа било је и у ратној морнарици, на бродовима на једра.